# Данилов, Глеб Юрьевич
Гле́б Ю́рьевич Дани́лов (род. 4 июля 1994, Калуга) — российский актёр, режиссёр, продюсер. Основатель «Театра села».

## Биография

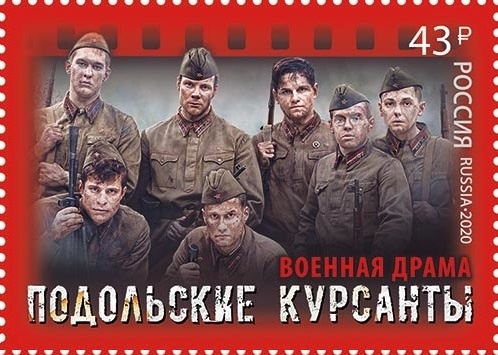
Коллекционная почтовая марка, посвящённая фильму «Подольские курсанты», крайний слева — Глеб Данилов в роли Славика Никитина

Глеб Данилов родился 4 июля 1994 года в городе Калуга. С 11 лет играл на сцене Калужского ТЮЗа. После школы поступил в РАТИ-ГИТИС в мастерскую народного артиста СССР Владимира Андреева. Вместе с мастером сыграл в его последнем спектакле в театре им. Ермоловой «Любовь моя и молодость моя».
С 2014 года в течение шести лет Данилов сотрудничал с театром им. М. Н. Ермоловой. В 2016 году был приглашён Александром Калягиным в Московский театр «Et cetera». Также Данилов был задействован в спектаклях Роберта Стуруа и Петера Штайна. Данилов получил роль в спектакле Роберта Стуруа «Ревизор». В 2017 году сыграл главную роль в спектакле Александра Морфова «Декамерон. Любовь во время чумы».
В 2018 году актёра утвердили на роль Славика Никитина в фильме «Подольские курсанты» режиссёра Вадима Шмелёва. После выхода картины персонаж Данилова попал на марку Почты России в рамках серии «Современный российский кинематограф», посвящённой фильму «Подольские курсанты». Также в составе актёрского ансамбля фильма Данилов стал лауреатом ТЭФИ «Летопись победы».
С 2021 года по приглашению Игоря Угольникова стал режиссёром международного кинофестиваля фильмов и программ о космосе «Циолковский». В 2022 году стал исполнительным продюсером кинофестиваля «Циолковский».
В 2023 году вошел в лонг-лист ежегодного рейтинга Forbes «30 до 30» в категории «Социальные практики».

## Театр села
Осенью 2020 года в селе Льва Толстого Калужской области Глеб Данилов открыл «Театр Села» — первый негосударственный сельский театр в России. «Театр села» создан на базе досугового центра «ДЕТКИ конфетки». Сначала ветхое здание приходилось делить с аптекой. Через некоторое время владельца аптеки объявили банкротом, и его имущество выставили на торги. Данилов решил выкупить эту часть и увеличить территорию театра: актёр открыл сбор средств с помощью краудфандинговой платформы, также он принял участие в съёмках видео на ютуб-канале «Редакция» Алексея Пивоварова и рассказал о своём проекте, чем привлёк внимание многих зрителей. Ролик за пару дней набрал более 500 тысяч просмотров. После выкупа здания потребовались средства и на ремонт помещения, запустить новый краудфандинг помог лидер группы «Чиж & Co» Сергей Чиграков.
По данным ресурса «Planeta.ru», «Театр Села» стал самым успешным театральным краудфандингом в России. В дальнейшем Данилову удалось привлечь более 200 000 долларов США для развития театра и заручиться поддержкой таких известных музыкантов и актёров, как Евгений Маргулис, Александр Панкратов-Чёрный, Андрей Державин, Михаил Горевой, и других. Сотрудничать с театром начал также Центр городских компетенций АСИ. Ассоциация независимых театральных менеджеров Европы признала его одним из наиболее успешных молодых театральных продюсеров в 2021 году.
6 декабря 2021 года в «Театре села» состоялся первый показ дебютного спектакля «Зайцы спасают Мазая» по пьесе Данилова. Премьера была приурочена к двухсотлетию со дня рождения русского писателя Николая Некрасова. В 2021 году Данилов с проектом «Театр села» был номинирован на звание «Добрая организация года» Премии МИР.
В 2022 году «Театр села» провёл свои первые гастроли — труппа показала спектакль «Зайцы спасают Мазая» в Приволжске, Плёсе и Суздале. Программа «Человеческий фактор» телеканала «Культура Россия» начала съёмки фильма о театре, премьера запланирована на ноябрь 2022 года. Также в 2022 году стартовал новый проект «Театра села» — «Театр на районе», в рамках которого представления с участием профессиональных актёров проводятся прямо во дворах жилых домов в Подмосковье.
В 2022 году на кинофестивале «Циолковский» Данилов познакомился с Леонидом Якубовичем и пригласил его посетить «Театр села». Посетив театр, Якубович пообещал поставить в нём свою пьесу «Любовник для моей жены».
В декабре 2022 года Театр Села вошел в список финалистов премии Russian Creative Awards 2022 в номинации «Открытие года», составив конкуренцию игровой площадке VK Play и шоу Первого канала «Фантастика».
В 2023 в Театре села состоялась премьера первого в мире спектакля «Муму» с участием робота-собаки. Инсценировку для робота актера написал Глеб Данилов.

## Фильмография
- 2020 г. «Подольские курсанты» — Славик Никитин
- 2020 г. «Ивановы-Ивановы 5» — Петров

## Театральные работы
Театр Et cetera
- Чумной — «Декамерон. Любовь во время чумы» (2018, реж. А.Морфов)
- Купец — «Ревизор. Версия» (2017, реж. Р.Стуруа)
- Нищий — «Борис Годунов» (реж. П.Штайн)
- Чтец — «Поэзия 60-х» (2017 реж. О.Матвеева)

Театр им. Ермоловой
- Актёр — «Любовь моя и молодость моя» (2017, реж. В.Андреев)[32]
- Чтец — «Из пустоты..» (2014, реж. О.Меньшиков)

ГИТИС
- «Лжец» — Панталоне (2016 г. реж. Е. Николаева, О. Якушкина)
- «Лес» — Счастливцев (2016 г. реж. О. Якушкина)
- «Слабое сердце» (2016 г. реж. В. Когут)

## Награды
- 2016 — почётный диплом СТД РФ премии им. М. И. Царёва «За успешное постижение профессии актёра».
- 2020 — награда за «Лучший актёрский ансамбль» фильм «Подольские курсанты» Международный кинофестиваль военного кино им. Озерова 2020[11].
- 2021 — премия ТЭФИ за фильм «Подольские курсанты»[33].

## Публикации
- 2018 — книга «Адамовское. Материалы по истории села и Медынского уезда»[34];
- 2021 — пьеса «Зайцы спасают Мазая».
- 2022 — пьеса «Букашечка».
- 2023 — пьеса «Неистовые космисты».